# Acanthopelma rufescens
Acanthopelma rufescens är en spindelart som beskrevs av F. O. Pickard-Cambridge 1897. Acanthopelma rufescens ingår i släktet Acanthopelma och familjen fågelspindlar. Inga underarter finns listade i Catalogue of Life.